# Kamyszenka (rejon Astrachan)
Kamyszenka (kaz. i ros. Камышенка) – wieś w północnym Kazachstanie, w obwodzie akmolskim, w rejonie Astrachan. W 2009 roku liczyła 908 mieszkańców.

## Historia
Kamyszenka to położona daleko w stepie miejscowość, jedna z pierwszych tzw. toczek (punktów) – miejsc, gdzie przymusowo osiedlano Polaków zesłanych po 1936 roku.